# Kombate Brutal
Kombate Brutal es una película de bajo presupuesto dirigida por Adrián Cardona y producida por Eskoria Films. La película se estrenó en Sitges en el año 2002 y se filmó en la isla de Ibiza, España, protagonizada por Vicente Pizarro, Juan Cardona y José María Angorrilla. La película tiene contenido sangriento, gore, y por ahí algunas groserías. Lo curioso es que Kombate Brutal lleva una historia similar a películas de Jean-Claude Van Damme (sobre todo Bloodsport, Kickboxer y Lionheart) y a la saga de videojuegos de lucha Mortal Kombat.

## Argumento
Durante miles de años luchadores de todo el mundo se dan cita en torneos clandestinos de artes marciales, donde los combates son a muerte con el único fin de medir su destreza en el arte de la lucha. La victoria final ha estado en el corazón de todos ellos pero solo uno será el campeón brutal. El Maestro Cardona acaba de perder a su único hijo y heredero de los conocimientos de una larga saga de payeses luchadores. Manolo, el mejor amigo de su hijo le pide que deposite en él todas las enseñanzas con el fin de mantenerlas vivas y honrarle. Tras el entrenamiento, aprende a aplicar las técnicas del campo al arte de la lucha, y es invitado a participar en Kombate Brutal, un legendario y clandestino torneo de artes marciales donde los combates son a muerte.

## Reparto
en orden de aparición (según los créditos de la película)
- Juan Cardona.... El Maestro Cardona
- Vicente Pizarro.... Manolo/La Criatura
- José Mª Angorrilla.... Igor Krachenko
- David Ortiz.... King Li
- Tamara Gallego.... Tammy
- David Vargas.... Olaf Bohnke
- Walker Martins.... Diamond
- Adrián Cardona.... Orlando Oliveira
- Sergio Noguera.... Samuel
- Carmen Galindo.... Abuela de Igor
- Miguel Era "Malaface".... Mozo de K.B.
- Juan C. Boned.... Juez Supremo
- Elizaeth Gallego.... Evely
- Den Jiawei.... El Chino Flipado
- Oscar Moreno.... Silverio
- Vicente P. Juan.... El Romano
- Encarni Galindo.... Esposa del Masilla
- J.M. Angorrilla M.... Masilla Apaleado
- Sonya Cardona.... Chica del Restaurante
- Luis Angorrilla.... Sadam
- Juan Luis Roig.... "Dejad en paz a esa chica"
- Carol Tur.... Chica Violada
- Javier Gómez "Icewolf".... Ryoga
- Rafa Arbuga.... Jon Dummy
- Javier Serrano.... Tam-Tam
- Gabriel Maderazo.... El Lobo
- Sergio Vicedo.... El Francés
- Estefan Fernández.... El Vikingo
- Ignacio Muñez.... Un Masilla
- José Agustín Pilligua.... El Atracador Final
- Lillian Martin "Gab Bax".... Vagabundo
- David Fernández.... Freaky Enfermo

## Personajes
- Manolo (Vicente Pizarro): Manolo vive en San Francisco y una vez que su amigo Chiku a muerto, este decide pedirle al maestro Cardona que le enseñe las técnicas de los Payeses peleadores y cuando termina su entrenamiento es todo un peleador Payés y es invitado a participar en Kombate Brutal donde se hace amigo de Orlando Oliveira y El Chino Flipado y se enfrenta a Igor Krachenko en la final.
- El Maestro Cardona (Juan Cardona): El Maestro Cardona es el padre del difunto amigo de Manolo, Chiku Cardona, y también es un maestro Payés, y para retirarse de sus eternas enseñanzas Payesas, entrena a Manolo para que deposite y honre a todos los payeses del mundo, cuando se retira decide escribir un libro llamado "La Ley de la Mala Hostia".
- Igor Krachenko (José Mª Angorrilla): Igor Krachenko es un hechicero ruso psicópata que antes de volverse un mago, era un señor que vivía con abuela que le obligaba a leer la santa biblia y un día arrojó a su abuela desde el departamento en que ambos vivían. Más tarde, hace un pacto con La Criatura y su asistente Calchijo, estos 2 le dan el poder de Darkesmol para volverse más fuerte y demostrar sus habilidades en la magia y en los asesinatos en el torneo.
- Orlando Oliveira (Adrián Cardona[3]): Orlando Oliveira es un Argentino artista marcial, Orlando oye el rumor sobre el torneo y cuando termina su entrenamiento va directo ha Ibiza, donde se encuentra el torneo, y hace amigo de Manolo y del Chino Flipao,.
- El Chino Flipao (Den Jiawei): El Chino Flipado es un peleador chino que aprendió del maestro Dragon, su verdadero nombre se desconoce y durante sus entrenamiento escucha sobre Kombate Brutal y entonces participa, Chino se hace amigo de Manolo y Orlando. Todos en el torneo lo nombraron Chino Flipado debido a que este en vez decir su nombre verdadero, dice cualquier cosa.
- Samuel (Sergio Noguera): Samuel es un Asesino demoníaco mudo con poderes sobrenaturales, Samuel nació en Mongolia, este personaje es un peleador muy peligroso, Samuel siempre trae un arpón afilado que sirve para cortan al oponente, este participa en Kombate Brutal para ganar y aniquilar a los demás competidores.
- King Li (David Ortiz): King Li es un peleador de Kung Fu, no se sabe de donde vino, peros se sabe vino al torneo para ganar, King Li es muy silencioso, de ello no digo ninguna sola palabra en toda la película (lo mismo sucede con Olaf Bohnke y Tammy y los demás competidores), en una escena durante los combates clasificatorios, Orlando se asombra por la patada que King Li le dio al masilla y Manolo digo: "hay personas que pegan mejores cosas que eso".
- Olaf Bohnke (David Vargas): Olaf Bohnke es un peleador neonazi del ejército, es violento, callado aunque en una escena le dice algo a su oponente francés, su forma de ser es como la de Tammy, King-Li, Diamond y Samuel o sea callado y tranquilo. En los cuartos de finales fue asesinado por Samuel.
- Tammy (Tamara Gallego): Tammy es una chica que entró al torneo para ganar y demostrar sus habilidades de pelea, nadie sabe con exactitud donde nació, ella pega muy fuerte y tiene un gran entrenamiento y estilo de combate, y también es callada a igual que otros competidores, en la apertura de la película muestra a todos los combatiente entrenando en sus países antes de ir al torneo, bues ella estaba en una pelea callejera ganándole a los vagabundos con los que peleaba.
- Juez Supremo (Juan C. Boned): El Juez es el miembro de la organización de la rata negra, el decide quienes son los que tienen que pelear en el siguiente combate, El Juez tiene a su disposición a los Masilla negro (no los confunda con los masilla grises que aparecen en los Power Rangers) pero esto son tan débiles que lo fácil es pasar los combates clasificatorios, El Juez ya se había se había acostumbrado a ver combates a muertes, sangre y asesinatos echos por los competidores y aparte de eso, este es muy sabio.
- Diamond (Walker Martins): Diamond es un ninja de color azul o simplemente una parodia de Sub-Zero no sabe de donde viene, nadie conoce su verdadero nombre, Diamond entrar al torneo, sus combates en los octavos de finales no se ven, pero Samuel lo miro extrañamente como si se estuviera preguntando como fue que ganó, y también se sabe que Diamond es chino porque tiene ojos asiáticos. Murió a manos de Orlando Oliveira en los cuartos de finales.
- La Criatura (Vicente Pizarro): La Criatura es el dios de la destrucción, su apariencia es algo terrorífica y su cuerpo es todo rojo y carnoso. La Criatura no tiene mandíbula, pero cuenta con su asistente, Calchijo, como traductor. Antes de que Igor llegara a Ibiza a participar en el torneo, este convocó a La Criatura y llegaron a un acuerdo, este le dio el poder de Darkesmol a Krachenko. en otras ocasiones, La Criatura es como la mascota/personaje representativo de Eskoria Films.

## Curiosidades
- Orlando Oliveira y la Criatura roja ya habían aparecido en otra película de Adrián Cardona y Eskoria Films, llamada Eskoria 2: El Retorno.
- David Vargas y Den Jiawei ya había en otra película de Cardona, Vargas apareció en Eskoria (2000) y Jiawei apareció en Eskoria 3: El Apocalipsis.
- La parte en la Manolo y Orlando entran al torneo, esa parte fue filmada en un sótano.
- En las escenas de muerte de la abuela de Igor, Olaf Bohnke, King Li Y Diamond se puede notar ver que los que mueren no son los actores reales, de ello son muñecos con la ropa de los personajes.
- Diamond lleva un increíble parecido a Sub-Zero de Mortal Kombat.
- En unos de los cortometrajes de Eskoria Films hay referencias a Kombate Brutal, en una escena de Impacto Nupcial, se puede ver en una escena el sombrero de Manolo, y otra hay un zombi que lleva puesta la ropa de Orlando.
- Actores que aparecieron en este película aparecieron en otro largometraje de Adrián Cardona llamado Real Zombi Revolver, los actores que actuaron en esa película actuaron en esta, fueron Luis Angorrilla (Sadam), Vicente P. Juan (El Romano), Juan Luis Roig ("Dejad en paz a esa chica"), Sonya Cardona (Chica del Restaurante), Sergio Vicedo (El Francés), Jose Agustín Pilligua (Atracador Final), Vicente Era "Malaface" (Mozo de K.B.) y David Vargas (Olaf Bohnke) interpretaron algunas personas del pueblo y los Zombis.

## El parecido con Mortal Kombat y las películas de Van Damme
Parecido con Mortal Kombat
- Combate está escrito con la "K", en vez de la "C".
- Al final de cada combate hay que matar al oponente.
- Un ninja de traje azul.
- Un hechicero como antagonista (En MK, el antagonista del primer y quinto juego es un hechicero).
- Uno de los competidores lleva una máscara roja con dos agujeros que le permiten ver y esta sin camisa (tal como los guardias de Shang Tsung en la película de Mortal Kombat).

Parecido con las películas de Van Damme
- El entrenamiento del personaje principal (el entrenamiento de Manolo es como el de Van Damme en Kickboxer)
- El amigo del protagonista muere y el padre del difunto amigo entrena al protagonista (En Bloodsport sucedió lo mismo)
- Orlando se parece a Atila, el antagonista de Lionheart (ambos tiene como peinado cola de caballo y unas gafas rojas y de lentes negros).
- El villano de la película viola a una chica (en Kickboxer, el antagonista viola a una chica y en esta, Krachenko viola y mata a una chica que encontró a fuera del restaraunt)